# Mechata (Trzebniów)
Mechata – skała we wsi Trzebniów, w województwie śląskim, w powiecie myszkowskim, w gminie Niegowa. Znajduje się w lesie po zachodniej stronie drogi z Trzebniowa do Ludwinowa. Pod względem geograficznym jest to obszar Wyżyny Częstochowskiej.
Mechata znajduje się w lesie na stoku wzniesienia Góra. Można do niej dojść odchodzącym od drogi przez Trzebniów czerwonym Szlakiem Orlich Gniazd i szlakiem rowerowym (Siedlecka Droga). Na pierwszym obniżeniu za wzniesieniem odchodzi od niego w lewo polna, piaszczysta droga. W odległości około 250 m od jej początku po jej lewej stronie znajduje się niewidoczny z drogi Biały Murek, a około 100 m wyżej Mechata i Czacha. Inne możliwości dojścia opisuje strona wspinaczy skałkowych.
Mechata to zbudowana z wapieni skała o wysokości 14 m. Odbywa się na niej wspinaczka skalna, ale przez wspinaczy skała odkryta została późno. Pierwsze drogi wspinaczkowe poprowadzono na niej w 2014 roku. W 2019 r. jednak było na niej już 17 dróg o trudności od II do VI.3 w skali Kurtyki. Na części z nich zamontowano stałe punkty asekuracyjne: boldy (b) i stanowiska zjazdowe (st), na pozostałych wspinaczka tradycyjna (trad). Przewodnik wspinaczkowy G. Rettingera podaje nieco inne nazwy dróg wspinaczkowych.

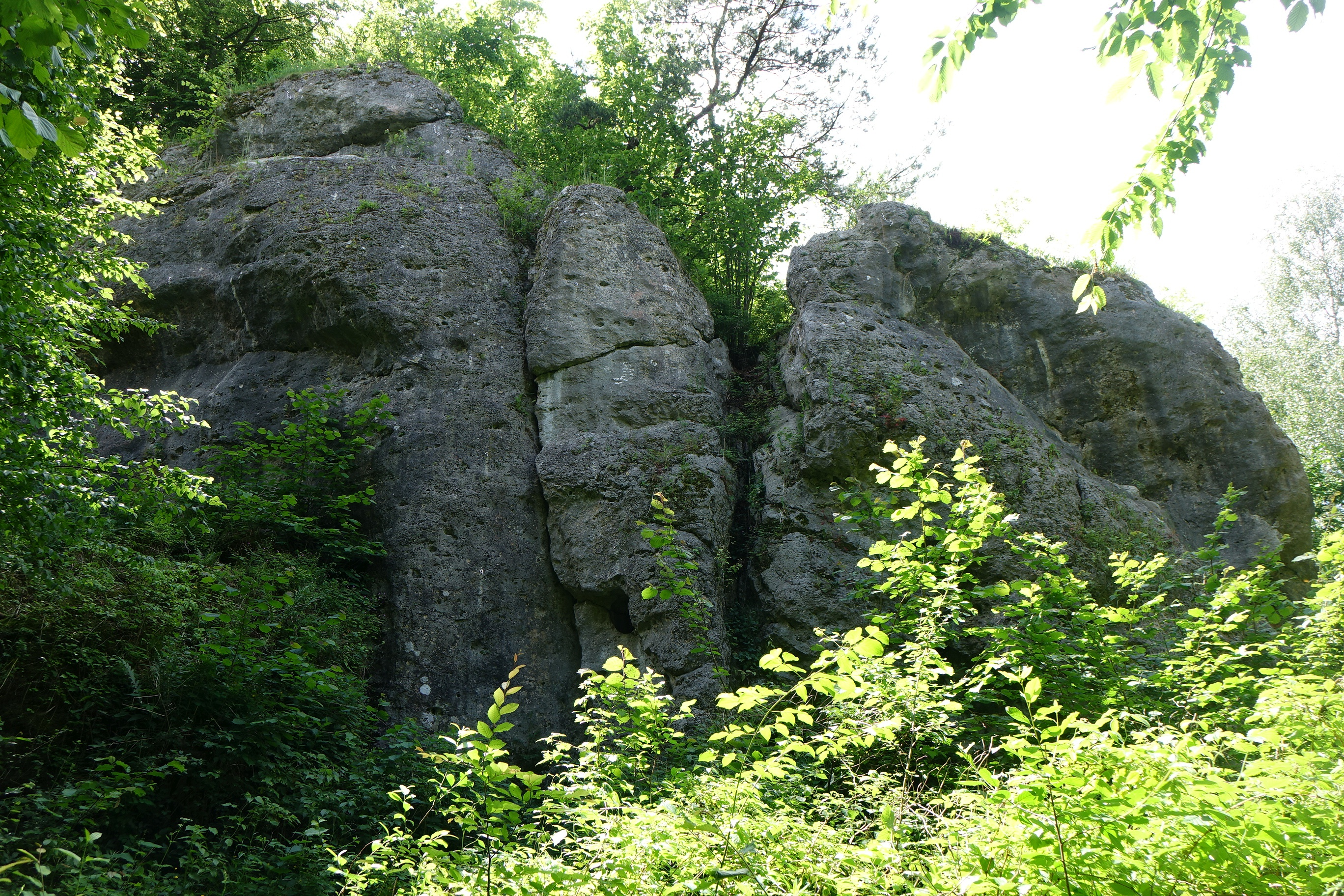
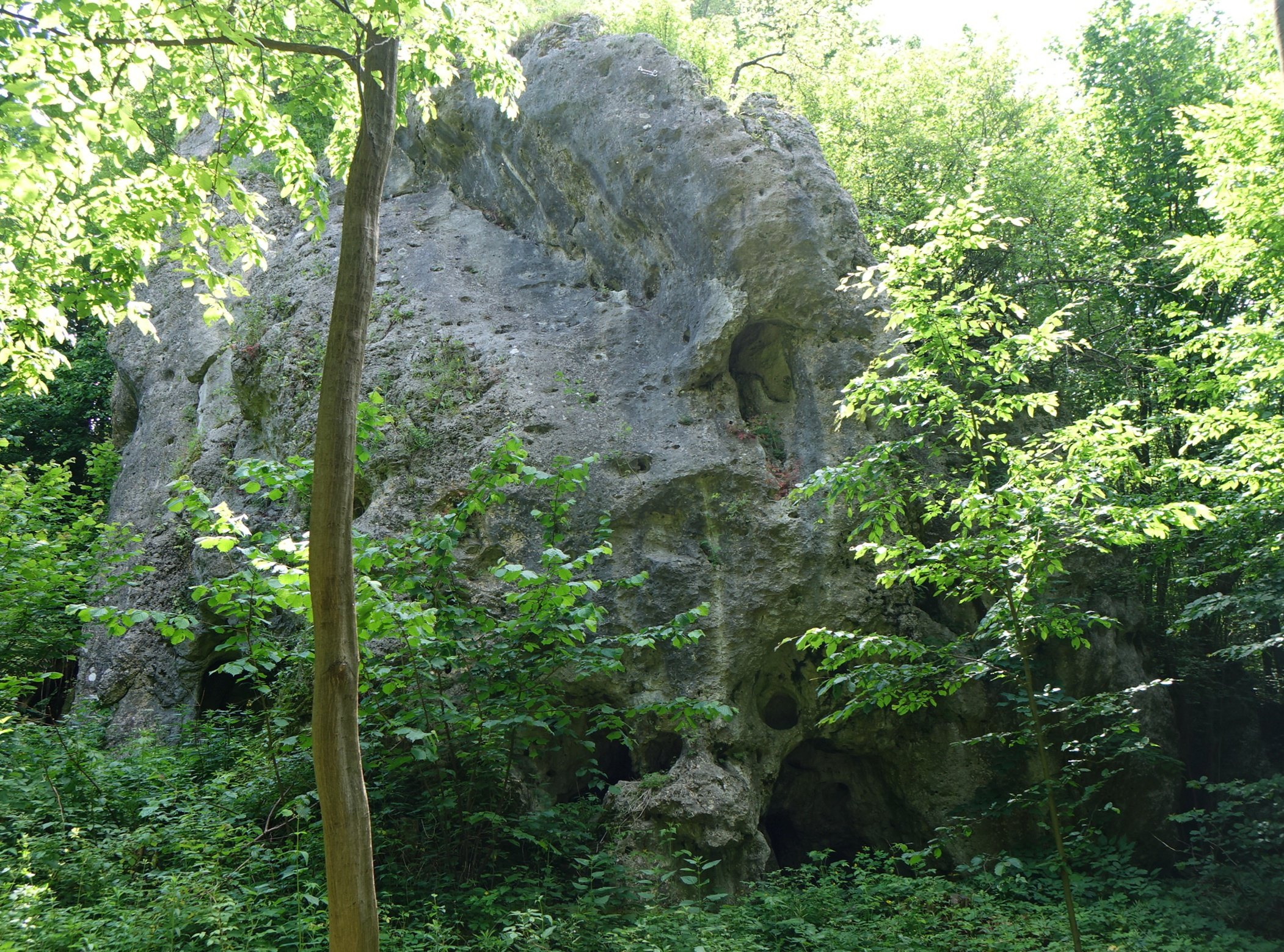
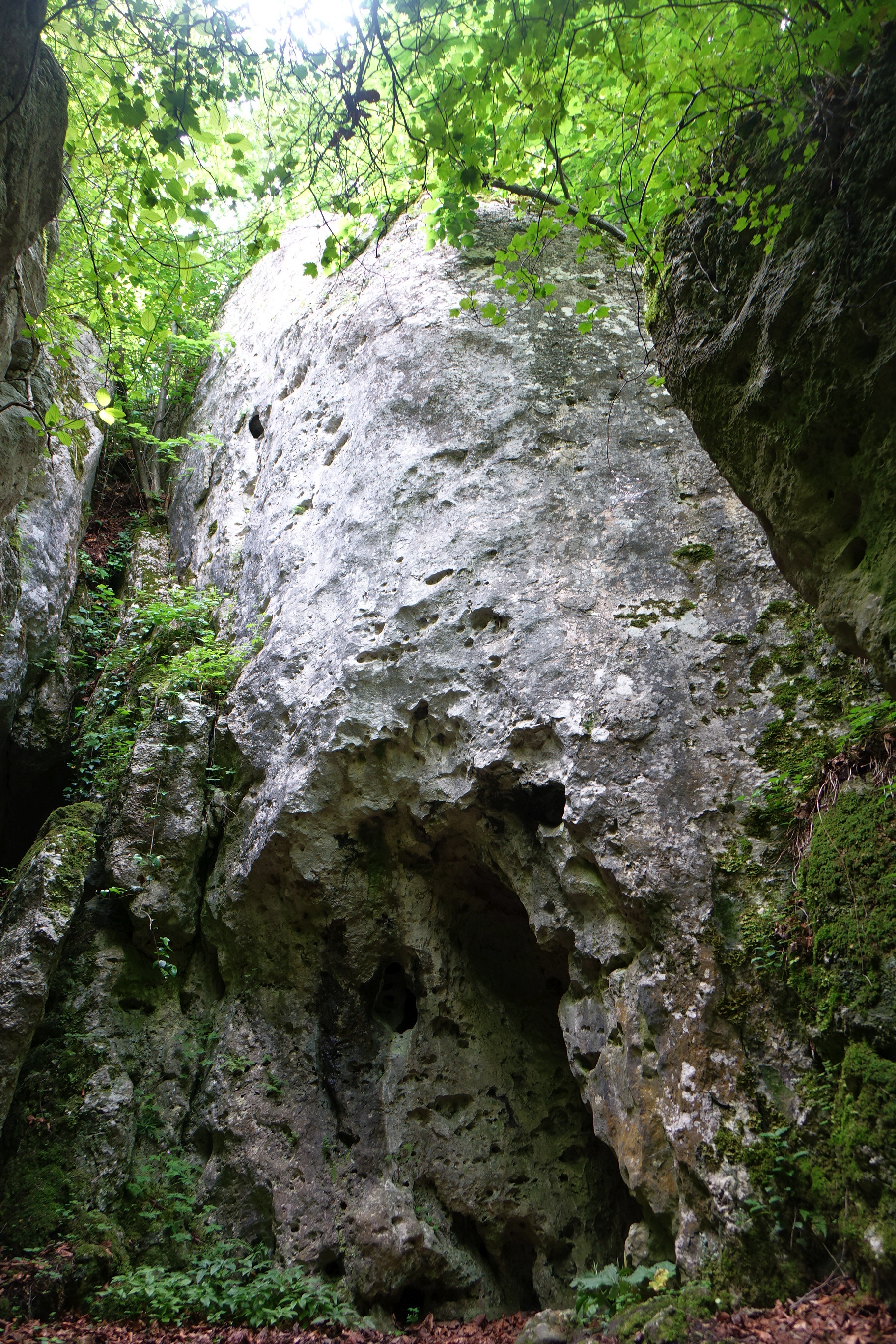
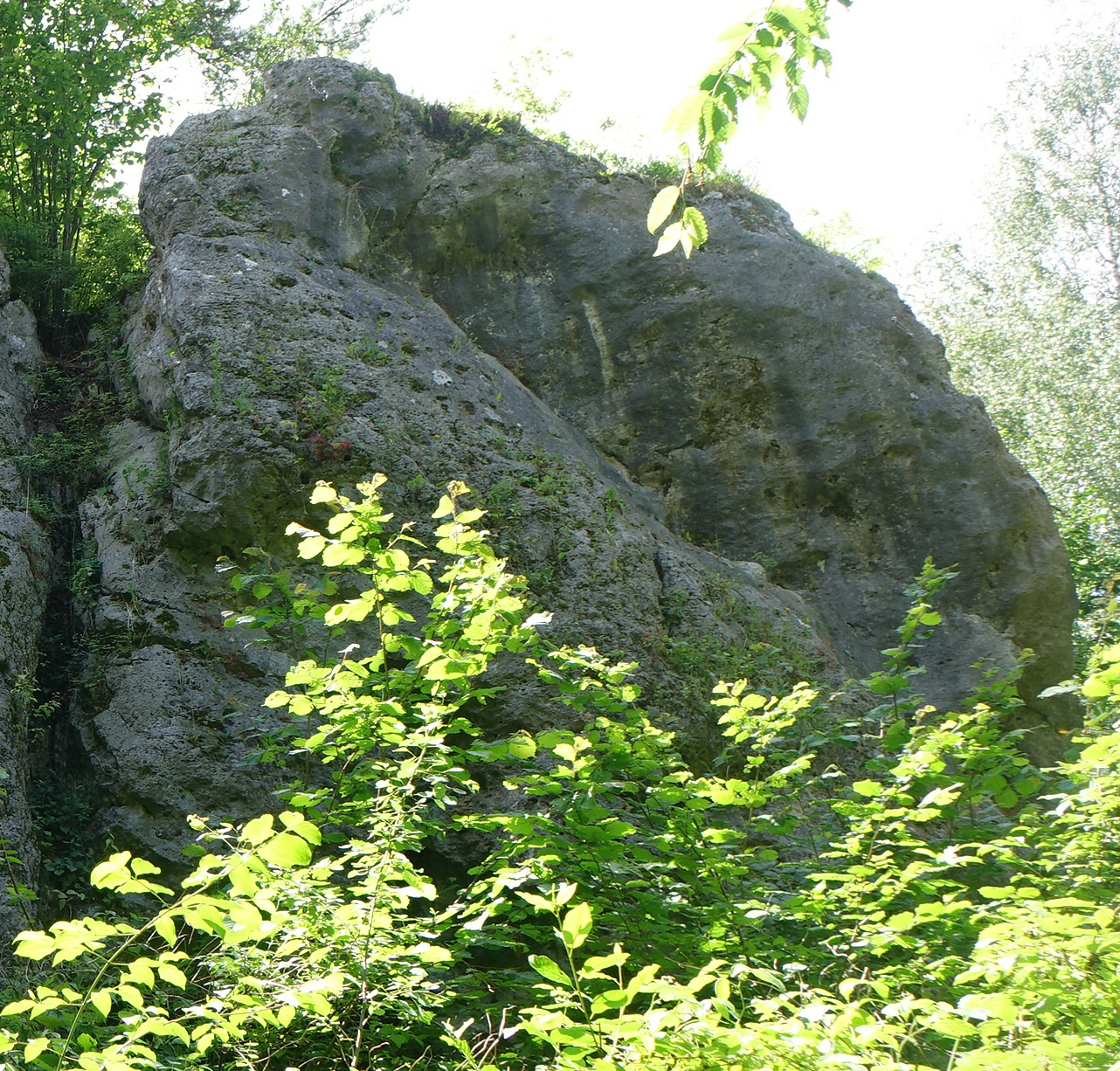
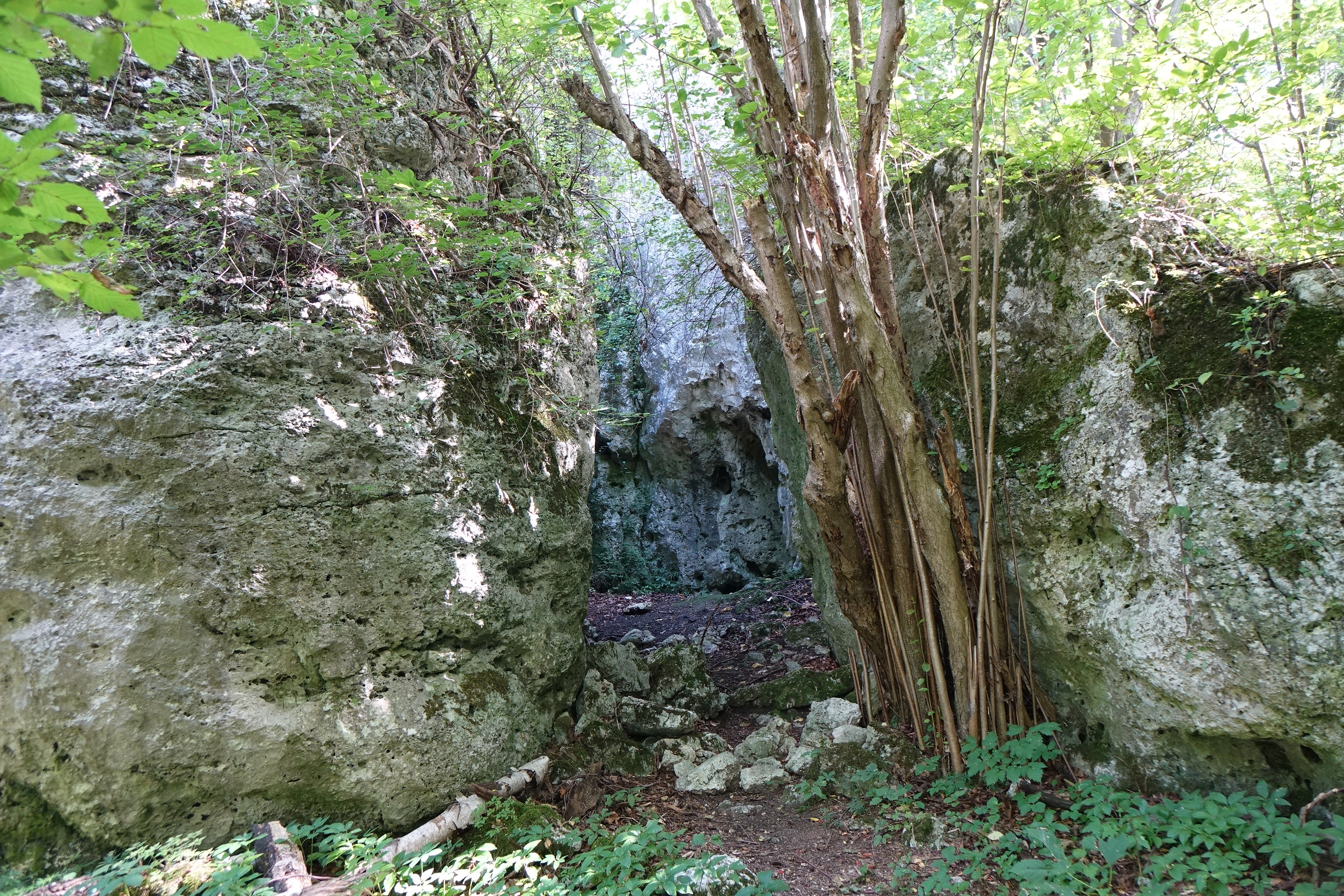
Sala bez Stropu

## Drogi wspinaczkowe
Mechata I
1. Rysa starzika; V, trad
2. Mała głowa; VI.1+, 4b + st
3. Powrót Azora; VI.1+, 4b + st
4. Promieniowanie cieplne; VI.2+, 4b + st
5. Płonąca wersalka; VI.1, 4b + st
6. Strzaskana rzić VI.1, 5b + st

Mechata II
1. Deszczowy yeti; VI, 4b + st
2. Rysa starki; V, trad, st
3. Ucieczka Azora; VI+, 3b + st
4. Lisi kominek; II, trad
5. Lisi filarek; IV, trad, st
6. Lisi śmierdziuszek; III, st
7. Lisia trójka; IV, st

Mechata III
1. Lisi zachód; V, trad, st
2. Projekt; 1p + st
3. Typografia; VI.1+, 4b + st

Mechata IV
1. Conchita Wurst; VI.3[5].

W Mechatej znajdują się dwie jaskinie: Jaskinia Narożna i Schronisko przy Jaskini Narożnej. W istocie są trzy jaskinie, ale wąski dziedziniec między skałami jest traktowany jako tzw. Sala bez Stropu, czyli sala, w której zawalił się strop. Z tego powodu znajdująca się w przeciwległej skale jaskinia jest taktowana jako dalsza część korytarza Jaskini Narożnej.